# Ufuma
Ufuma ou Ufumaland (Ana Uvume) est l'une des principales villes du LGA d'Orumba North de l'état d'Anambra au Nigeria. C'est un royaume traditionnel, dirigé par le Diji d'Ufuma.

## Description

### Administrative
Ufama est une des seize principales villes qui composent la zone géopolitique appelée zone de gouvernement local (Local Government Area ou LGA) d'Orumba Nord,. sa population était de 24 202 habitants en 1991, estimée à 40 000 en 2014.
Ufuma est composée de trois communautés de villages appelées Umuebonato, Okpuno and Umuehi. Les trois communautés sont composées de différents villages : Umugu, Umunenebu/Ozegu et Umunebo dans la première aire (Umuebonato) ; Umuonyiba, Umuaguosibe et Enuguabo dans la seconde aire (Okpuno) et Umuogem, Umeji et Umuonyiuka dans la troisième aire (Umuehi) représentant 10 villages en tout,.
Le chef traditionnel d'Ufuma est appelé le Diji, ce qui dérive probablement de leur ancêtre Diji (Egbe).
Durant la guerre du Biafra, Ufuma aurait été un lieu de refuges pour les femmes et les enfants de cette région plutôt proche des Igbos insurgés.

### Géographie
Il existe deux principales saisons climatiques dans ce secteur, une saison humide d'avril à octobre (avec interruption en juillet et août) et une saison sèche de novembre à mars. Les températures minimales moyennes de jour sont de 23,3 °C +/- 1.1 et maximales de 32,2 °C +/- 2.2, la moyenne au sol étant à 29,7 °C +/- 2.4 avec une humidité relative de 84%.
La région d'Ufuma est traversée par deux rivières à écoulements rapides (Mmam et Aghomiri) et avec une importante présence de bambous (Bambusa sp.) le long de leurs rives.
Il existe une réserve forestière autour de la rivière Mmam. La végétation est typique de la forêt tropicale à l'exception des villages d'Umueji, Umuonyiba et Umuonyibauka où on note la présence d'une savane forestière probablement entretenue par les habitants.

### Risques sanitaires
L'un des principaux risques sanitaire concerne l’onchocercose (ou cécité des rivières). Plusieurs formations géologiques dans le lit des rivières Mmam et Aghomiri permettent la multiplication des moucherons hématophages de l'espèce Simulium damnosum (appelées Kpu-Kpu localement), lesquels sont les vecteurs du ver Onchocerca volvulus responsable de cette maladie dermatologique avec formation de nodules (dénommés Akpu localement).

## Économie

### Économie agricole
Ufuma est une société agraire comme beaucoup d'autres en Orumba. Des champs de riz sont présents à proximité de la rivière Ozi River à Ufuma et dans les autres villages près de la rivière Mamu. Les prinicpales productions agricoles d'Ufuma sont le riz, l'igname, le manioc, le plantain, la banane, et le maïs.
De l'huile de palmes est également produite à Ufuma,.
Ufuma aurait l'un des principaux marchés de la LGA d'Orumba Nord.
À Ufuma, il existe diverses écoles comme l'école polytechnique fédérale située dans la ville d'Oko et le centre d'études Ufuma à Ozegu.

### Archéotourisme
Il existe une grotte à Ufuma appelé Ogbannehi dont le potentiel touristique a été évalué. Cette grotte est située dans les deux villages jumelés de Ozegu/Umunebu. Elle est probablement un ancien lieu d'habitation. Il y a une fête annuelle entre janvier et février appelée Oriri-okochi au cours de laquelle les visiteurs donnent des offrandes à la divinité Nnehii sous la supervision du prêtre chef pour leur accorder des faveurs. D'ordre général, la grotte n'est pas ouverte au public durant les jours de marchés nommés Nkwo and Orie mais elle pendant ceux nommés Eke et Afor.
La grotte est entourée d'une forêt avec des arbres au potentiel économique certains tels les Albizia (Ngwu en langue locale) (Albizia  ferruguiea), le safoutier (Dacryode  edilis), le Ricin commun (Ricinus  communis), un bois exotique durable (Chlorophora  excels), le bois de fromage (Egbu en langue locale) (Alastonia boonei), l'arbre à pain (Ukwa en langue locale) (Treculia africana), et le manguier (Magnefera indica).

## Origine des habitants d'Ufuma
Ufuma trace son origine à un homme nommé Uvume. Frère de Nkwere, ils sont les deux fils d'Egbe, lui-même fils unique de Ngada. Egbe est parfois appelé Diji et aurait été un excellent fermier producteur d'Igname. À la mort d'Egbe, les relations entre les deux frères Uvume et Nkwere se tendent, ce dernier jalousant le premier qui ressemble plus à leur père. Nkwere décide de partir et d'aller s'établir au-delà de la rivière Mamu et dont les descendants vivent actuellement à Orosiama dans le LGA de la rivière Oji dans l'État d'Enugu. Par contre, les descendants d'Uvume sont les habitants d'Ufuma.